# Höganäs
Höganäs egy település Svédország legdélibb megyéjében, Skåne megyében. A város alkotja Höganäs község központját. Kerámiagyártásáról ismert, valamint a Höganas AB kohászati cég központja, amelyet Eric Ruuth alapított 1797-ben.

## Történet
Először 1488-ban említik Høyenæss néven, ekkor kis halászfalu volt. A 16. század középen 17 ház volt a településen. A szénbányászat 1797-ben vette kezdetét. 1798-ban fából készült vasútvonal épült a településen, ez volt az első ilyen Svédországban. 1936-ban kapta meg a városi rangot, ekkor 6 915 lakosa volt. 1971 óta alkotja Höganäs község központját. 2009 óta a településen az üzletekben elfogadják az eurót is.

## Testvérvárosa.
- Dombóvár, Magyarország